# Gaia Blu
Die Gaia Blu ist ein Forschungsschiff der italienischen Behörde Consiglio Nazionale delle Ricerche.
Gebaut worden war das Schiff als Fischereischutzboot der Bundesrepublik Deutschland und von 1981 bis 2008 als Seefalke im Einsatz. Von 2012 bis 2022 fuhr es als Forschungsschiff für das US-amerikanische Schmidt Ocean Institute.

## Geschichte

### Bau und Einsatz als Fischereischutzboot
Die Seefalke wurde 1980/81 unter der Baunummer 760 auf der Lübecker Werft O & K Orenstein & Koppel AG gebaut. Die Kiellegung fand am 15. September, der Stapellauf am 22. Dezember 1980 statt. Die Fertigstellung des Schiffes erfolgte am 8. September 1981.
Das Einsatzgebiet des Fischereischutzbootes waren die Nord- und Ostsee und der nördliche Atlantik. Die Hauptaufgabe war die Unterstützung der Fischerei insbesondere in technischen und medizinischen Belangen. In den 1980er-Jahren verlagerte sich der Aufgabenschwerpunkt zur Überwachung der Fischerei. Das Schiff, das seit 1994 zum „Koordinierungsverbund Küstenwache“ gehörte, wurde seit 1998 ausschließlich für die Fischereiüberwachung eingesetzt. Die Hauptaufgabe war nun die Überwachung der Fischerei in Bezug auf die Einhaltung von Maßnahmen zur Erhaltung der Fischbestände und die Einhaltung von Fangverboten sowie die Einschränkung bestimmter Fangmethoden und die Verarbeitung der Fänge.
Das Schiff wurde am 4. November 2008 außer Dienst gestellt und durch einen Neubau gleichen Namens ersetzt. Der Verkauf über die VEBEG, welche das Schiff für 1,9 Mio. Euro an ein kanadisches Fischereiunternehmen veräußert hatte, scheiterte im Oktober 2008 aufgrund des Zusammenbruchs einer isländischen Großbank infolge der Finanzkrise. Das Schiff wurde daraufhin Anfang 2009 erneut zum Verkauf ausgeschrieben und im März des Jahres für über 2 Mio. Euro an die US-amerikanische Stiftung Marine Science & Technology Foundation verkauft.

### Umrüstung zum Forschungsschiff und Einsatz beim Schmidt Ocean Institute
Der neue Eigner des Schiffes ließ es von Peters Schiffbau in Wewelsfleth zum multifunktionalen Forschungsschiff umbauen. Der fast drei Jahre dauernde Umbau war im März 2012 beendet. Die Taufe auf den Namen Falkor erfolgte am 6. März, die Übergabe am 12. April 2012. Das Schiff wurde vom Schmidt Ocean Institute eingesetzt.
Das Schiff wurde mit mehreren Laboren, darunter Nass- und Trockenlaboren, sowie einem Kontrollraum für kabelgeführte Unterwasserfahrzeuge ausgestattet. Das Hubschrauberlandedeck wurde umgebaut und am Heck des Schiffes ein schwenkbarer Heckgalgen installiert. Weiterhin verfügt das Schiff über verschiedene Echolot- und Sonaranlagen. Insbesondere durch den Einbau einer Sonargondel verfügt das Schiff nach dem Umbau über 5,8 m Tiefgang.
Der Einsatzradius des Schiffes, das mit dynamischer Positionierung und Stabilisatoren ausgerüstet ist, wird bei einer Geschwindigkeit von 12 Knoten mit 8000 Seemeilen, die Einsatzdauer mit 28 Tagen angegeben.
An Bord ist Platz für insgesamt 18 Besatzungsmitglieder in 11 Kabinen (inkl. der Eignerkabine) sowie bis zu 22 Wissenschaftler in 10 Kabinen.
Bei einer Überführungsfahrt von Newcastle nach Nuuk entdeckte das Team der Falkor im Juli 2012 während einer Funktionsprüfung der Echolotausrüstung vor der Südküste Grönlands das Wrack des 1943 gesunkenen Polarexpeditionsschiffs Terra Nova.

### Einsatz beim Consiglio Nazionale delle Ricerche
Am 14. März 2022 wurde die Falkor vom Schmidt Ocean Institute an das Consiglio Nazionale delle Ricerche gespendet. Das Schiff wurde von Consiglio Nazionale delle Ricerche in Gaia Blu umbenannt und unter die Flagge Italiens gebracht. Bereedert wird es von ARGO Ship Management & Services. Am 20. Oktober 2022 wurde die erste Expedition der Gaia Blu abgeschlossen.

## Technische Daten
Das Schiff wird von zwei Achtzylinder-Viertakt-Dieselmotoren des Herstellers Motorenwerke Mannheim (Typ: MWM TBD 510-8) angetrieben. Die Motoren mit jeweils 2941 Kilowatt Leistung wirken über Getriebe auf zwei Verstellpropeller. Das Schiff erreicht damit eine Geschwindigkeit von bis zu 20 Knoten. Als Hilfsdiesel stehen zwei Motoren mit jeweils 560 kW Leistung zur Verfügung (Typ: MWM TBD 602 12). Ferner ist das Schiff mit einem Bugstrahlruder ausgestattet. Der Rumpf ist eisverstärkt (Eisklasse E2).